# Sommerbogen
Sommerbogen er en finsk/britisk/amerikansk film fra 2024, der er instrueret af Charlie McDowell. Hans kone, skuespilleren Lily Collins er producent på filmen.  Filmen er en filmatisering af Tove Janssons roman Sommerbogen om pigen Sophia, der holder sommerferie på en ø i den finske skærgård med sin far og bedstemor, hvor morens død kort forinden skaber gnidninger i familien. Den amerikanske filmstjerne Glenn Close spiller bedstemoren, mens den norske skuespiller Anders Danielsen Lie har rollen som Sophias far.

## Handling
Filmen foregår på en lille ø i den finske skærgård. Her tilbringer den otteårige Sophia (Emily Matthews) sommeren med sin far (Anders Danielsen Lie) og sin bedstemor (Glenn Close). Sophias mor er nyligt død, og faren er stadig optaget af sin sorgen. Imens forbereder Sophias bedstemor sig på, at hun også snart skal forlade verden, Men forinden er det vigtigt for hende at hele såret mellem far og datter.

## Medvirkende
- Emily Matthews som Sophia
- Glenn Close som Sophias bedstemor
- Anders Danielsen Lie som Sophias far

## Modtagelse

### Danmark
Berlingske tildelte filmen fire stjerner ud af seks, kaldte den en magisk hilsen til det frie Nord og var især imponeret af Glenn Closes spil som den livskloge bedstemor. I Politiken fik filmen kun to hjerter. Anmelderen kaldte filmen klichefyldt og så livsbekræftende, at man kedede sig ihjel. I Information var dommen, at Charlie McDowell var sluppet godt fra sin filmatisering af Tove Janssons ærkefinske roman, og at Glenn Close lige akkurat holdt sig på den rigtige side af grænsen til irriterende overspil.

### USA
På det amerikanske websted Rotten Tomatoes, der opsummerer amerikanske mediers filmanmeldelser, var 73 % af de 15 indsamlede anmeldelser positive.